# Antonio Arribas Hortigüela
Antonio Arribas Hortigüela (ur. 29 kwietnia 1908 w Cardeñadijo zm. 29 września 1936 w Serinyà) – hiszpański zakonnik ze zgromadzenia Misjonarzy Najświętszego Serca Jezusowego, męczennik za wiarę, błogosławiony Kościoła katolickiego.
Antonio Arribas Hortigüela urodził się w 29 kwietnia 1908 w Burgos Cardeñadijo.   Uczęszczał do gimnazjum w Niższym Seminarium Duchownym Misjonarzy Najświętszego Serca w Canet de Mar. Następnie wstąpił do nowicjatu i 30 września 1928 złożył śluby wieczyste. Kontynuował studia teologiczne w Barcelonie i Logrono i 6 kwietnia 1935 przyjął święcenia kapłańskie.
29 września 1936 został w drodze do Seriny zamordowany za wiarę z sześcioma innymi towarzyszami. Z powodu sytuacji politycznych w hiszpańskiej Katalonii proces beatyfikacyjny Antoniego i towarzyszy rozpoczął się dość późno, bo w 1995 roku. 8 lipca 2016 został podpisany przez papieża Franciszka dekret uznający męczeństwo Antoniego Arribasa oraz jego towarzyszy. Ich beatyfikacja nastąpiła 6 maja 2017 Gironie.
Jego i jego towarzyszy wspomnienie liturgiczne obchodzone jest 29 września (dies natalis).